# Sorokyne
Sorokyne (ukrainska: Сорокине lyssna (fil)), före 2016: Krasnodon (ukrainska: Краснодон) är en stad i Luhansk oblast i östra Ukraina. Staden ligger cirka 44 kilometer sydost om Luhansk. Sorokyne beräknades ha 42 315 invånare i januari 2022.
Under de proryska protesterna i Ukraina 2014 intogs staden av proryska separatister.